# 電氣通信役務利用放送法
《電氣通信役務利用放送法》（日语：／）係因應通訊、傳播匯流時代的來臨，將利用電信設備服務之廣播電視制度予以法制化而制定之日本法律。2001年6月29日公布（平成13年法律第85号），2011年6月30日廢止。

## 概述
本法所謂「利用電信服務廣播電視」之定義係指提供以公眾受信為目的之電信發信服務之電信業者，利用該電信設備服務以從事廣播電視者稱之。
根據本法所從事之利用電信設備服務之廣播電視，依其所使用之電信傳輸網路種類，大別為利用衛星通訊設備之「利用衛星服務廣播電視」，以及利用有線電信設備之「利用有線服務廣播電視」兩種。
本法主管機關為總務省。

## 立法沿革
- 公布：平成１３(2001)年６月２９日法律第８５号
  - 施行：平成１４(2002)年１月２８日
- 修正：平成１５(2003)年７月２４日法律第１２５号
  - 施行：平成１６(2004)年４月１日
- 修正：平成１６(2004)年６月２日法律第７６号
  - 施行：平成１７(2005)年１月１日
- 修正：平成１９(2007)年１２月２８日法律第１３６号
  - 施行：平成２０(2008)年４月１日